# Sotho du Sud
Le sotho du Sud (ou sesotho) est une langue parlée en Afrique australe. C'est une langue bantoue, appartenant à la famille des langues nigéro-congolaises. Parlée par les Basotho, elle est étroitement liée à deux autres langues du groupe sotho, le setswana et le sotho du Nord.

## Distribution géographique
Selon un recensement de 2001, il y avait 3 555 186 habitants de l'Afrique du Sud ayant le sesotho comme langue maternelle, soit environ 8 % de la population. Le sesotho est également la principale langue du Lesotho, où elle est parlée par 1 493 000 personnes, soit 85 % de la population (1993).

### Statut officiel
Le sesotho est l'une des onze langues officielles d'Afrique du Sud, et l'une des deux langues officielles du Lesotho.
La chanson "Noir et Blanc" de Bernard Lavilliers contient un vers en  Sesotho, qui signifie approximativement : "pour les gens d'ici ou pour les gens d'ailleurs"

## Prononciation

### Voyelles

Voyelles du sesotho

Le sotho du Sud utilise 9 voyelles, ou 7 voyelles,.
|            | Antérieur | Postérieur |
| ---------- | --------- | ---------- |
| Fermé      | i         | u          |
| Pré-fermée | ɪ         | ʊ          |
| Mi-fermé   | e         | o          |
| Mi-ouvert  | ɛ         | ɔ          |
| Ouvert     | ɑ         | ɑ          |